# Tamara Garkúixina
Tamara Pàvlovna Garkúixina (en rus: Тамара Павловна Гаркушина),(óblast de Lípetsk, 1 de febrer de 1946) és una exciclista soviètica. Especialista en la persecució, va aconseguir 7 medalles, 6 d'elles d'or, en els Campionats mundials de l'especialitat. També va aconseguir 13 títols nacionals.

## Palmarès
- 1966
  -  Campiona de la Unió Soviètica en persecució
  -  Campiona de la Unió Soviètica en persecució per equips
- 1967
  -  Campiona del món de persecució
  -  Campiona de la Unió Soviètica en persecució
  -  Campiona de la Unió Soviètica en persecució per equips
- 1968
  -  Campiona de la Unió Soviètica en persecució
  -  Campiona de la Unió Soviètica en persecució per equips
- 1969
  -  Campiona de la Unió Soviètica en persecució
- 1970
  -  Campiona del món de persecució
  -  Campiona de la Unió Soviètica en persecució per equips
- 1971
  -  Campiona del món de persecució
- 1972
  -  Campiona del món de persecució
  -  Campiona de la Unió Soviètica en persecució
- 1973
  -  Campiona del món de persecució
  -  Campiona de la Unió Soviètica en persecució
  -  Campiona de la Unió Soviètica en persecució per equips
- 1974
  -  Campiona del món de persecució
- 1975
  -  Campiona de la Unió Soviètica en persecució
- 1976
  -  Campiona de la Unió Soviètica en persecució